# Nicolás Capogrosso
Nicolás Capogrosso (Rosario, 15 de enero de 1995) es un jugador de voleibol de playa argentino.

## Carrera
Comenzó jugando al fútbol como arquero en las inferiores de Newells Old Boys, hasta que a los 12 años se pasó al voleibol.
Capogrosso jugó una vez con Pablo Bianchi y luego con Ian Mehamed en la serie del torneo continental en 2014. También jugó su primer torneo del Circuito Mundial de la FIVB con Mehamed en el Abierto de Paraná y terminó quinto. A principios de 2015, jugó por primera vez dos torneos continentales con Santiago Aulisi y terminó entre los cinco primeros con la misma regularidad que después con Mehamed de nuevo. En su primer Grand Slam en San Petersburgo, Capogrosso/Mehamed terminaron en el puesto 25. A continuación, quedaron sextos en los Juegos Panamericanos de Toronto. Terminaron el año con un quinto y un 17º puesto en los torneos abiertos de Río de Janeiro y Puerto Vallarta. En 2016, terminaron regularmente al menos en quinto lugar en los torneos de la CSV. En el World Tour, sin embargo, fueron eliminados tempranamente en el Open de Maceió y en el Grand Slam de Río de Janeiro. Más tarde, terminaron en el puesto 17 en los torneos de Fortaleza y del Abierto de Cincinnati.
En 2017, Capogrosso formó un nuevo dúo con Julián Azaad. En las series sudamericanas, Capogrosso/Azaad consiguieron una victoria en el torneo de Lima y otros resultados en el Top5. En el World Tour de 2017, no pasaron de los resultados de dos dígitos en los torneos de tres estrellas de Moscú y La Haya y en los de cinco estrellas de Poreč y Gstaad. Se clasificaron para los Campeonatos del Mundo de 2017 en Viena a través de la Preliminar CSV.